# Arbogast von Andlau

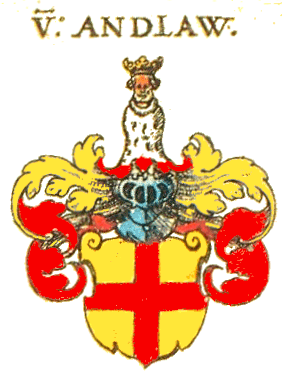
Wappen des Geschlechts von Andlau

Arbogast von Andlau (* 1550; † 5. Januar 1612) war von 1601 bis 1607 Großbailli, von 1607 bis 1612 Großprior des deutschen Johanniterordens und Reichsfürst von Heitersheim.

## Leben und Laufbahn
Arbogast von Andlau wurde 1550 als Sohn des kaiserlichen Rates und Statthalters im Elsaß Hans von Andlau und seiner Frau Ursula von Eptingen geboren. Am 31. Oktober 1571 trat er in Malta in den Johanniterorden ein. Nach dem üblichen Ordensdienst wurde er am 24. Oktober 1573 als Rat der deutschen Zunge in das Consiglio compito aufgenommen. Quasi als Besoldung erhielt er 1577 die Kommenden Tobel (Schweiz) und Feldkirch (Österreich), die er bis 1604 in seinem Besitz hatte. 1580 wurde er Kommendator der Johanniterkommende Tobel (Schweiz), die er 1590 auf Druck der katholischen Kantone der Schweiz wieder aufgeben musste. 1593 erhielt er die Kommende Freiburg im Üechtland. Von Mai 1598 bis August 1599 war er Titular-Bailli von Brandenburg, und anschließend Titular-Prior von Dacien (bis März 1601). Am 31. März 1601 wurde er zum Großbailli, und am 10. Mai 1607 zum Großprior von Deutschland gewählt. Er residierte von da an als Reichsfürst in Heitersheim. Als Großprior war er zugleich auch Kommendator der Kommende Bubikon (Kanton Zürich, Schweiz). Am 5. Januar 1612 starb er in Heitersheim.